# The Nexus (wrestling)
The Nexus (od stycznia 2011 The New Nexus) – stajnia we wrestlingu występująca w federacji World Wrestling Entertainment (WWE) w brandzie Raw istniejąca od 7 czerwca 2010 do 22 sierpnia 2011, w skład której początkowo wchodzili uczestnicy pierwszego sezonu NXT. Ich pierwszorzędnym celem było zdobycie kontraktów WWE dla wszystkich członków stajni, z wyjątkiem pierwszego lidera grupy – Wade’a Barretta, który zagwarantował sobie umowę z WWE wygrywając I sezon programu NXT.
Grupa w czasie istnienia kilkukrotnie zmieniała swój skład. Jedynym członkiem drużyny, który należał do niej bez przerwy był David Otunga. Najkrócej zaś w składzie stajni przebywał Daniel Bryan (4 dni). Przez niemalże cały okres istnienia grupy członkowie The Nexus (oraz The New Nexus) nosili na przedramionach charakterystyczne żółte opaski z wpisaną czarną drukowaną literą „N”, odznaczając się tym samym od innych wrestlerów federacji WWE.
Hasłami przewodnimi drużyny były motta: You’re either Nexus or you’re against us (ang. Jesteś z Nexusem albo jesteś przeciwko nam; pod przywództem Wade’a Barretta) oraz Faith! (ang. Wiara!; pod wodzą CM Punka).

## Historia stajni

### Uformowanie grupy i feud z Johnem Ceną
Stajnia zadebiutowała w dniu 7 czerwca 2010 podczas jednego z odcinków Raw w składzie: Wade Barrett (lider stajni), Daniel Bryan, Darren Young, Skip Sheffield, Michael Tarver, Justin Gabriel, Heath Slater i David Otunga. Zawodnicy The Nexus interweniowali wtedy w walce CM Punka z Johnem Ceną atakując najpierw obu zawodników, a następnie przenosząc ataki na stojącego w narożniku Punka Luke’a Gallowsa, komentatorów Jerry’ego Lawlera i Michaela Cole’a, gospodarza programu NXT – Matta Strikera, konferansjera ringowego Justina Robertsa, chronometrażystę Marka Yeatona oraz innych członków personelu WWE, oszczędzając jedynie kamerzystów. Grupa The Nexus zdemolowała również ring i wykładziny rozłożone obok niego. Podczas ataku, który zakończył się wyniesieniem Ceny na noszach, Daniel Bryan dusił Justina Robertsa jego krawatem, a później na znak braku szacunku splunął w twarz Cenie, co doprowadziło do zwolnienia go z kontraktu w dniu 11 czerwca 2010, ze względu na jego wyjątkową brutalność.
Nexus został ustanowiony jako główna stajnia heelów na Raw, która atakowała bez przyczyny innych wrestlerów i legendy wrestlingu w ciągu następnych kilku tygodni – w tym samych Breta Harta i Vince’a McMahona, a także Hall of Famerów: Ricky’ego Steamboata i Dusty’ego Rhodesa. Po ataku na Harta, który piastował wtedy stanowisko General Menegera (GM) brandu Raw, nowym GM z obawy przed atakiem Nexusa (w kayfabe) została anonimowa osoba, która kontaktowała się mailowo z Michaelem Cole’em i przez niego przekazywała informację odnośnie do walk na Raw i dalszych kroków władz brandu Raw i WWE.
W lipcu 2010 stajnia The Nexus rozpoczęła rywalizację z Johnem Ceną – grupa często interweniowała w jego walki przy okazji nadal atakując innych wrestlerów WWE. Na gali SummerSlam (2010) The Nexus zmierzyli się z drużyną Johna Ceny w składzie: Cena, Hart, Edge, Chris Jericho, John Morrison, R-Truth i Daniel Bryan, który wszedł za kontuzjowanego The Great Khaliego stając się face’em. Drużyna WWE pod wodzą Ceny odniosła pierwsze oficjalne zwycięstwo nad Nexusem. Następnie członkowie stajni Heath Slater i Darren Young stwierdzili zgodnie, że przegrana Nexusa na SummerSlam trwale sparaliżowała rozpęd grupy. Na kolejnym odcinku Raw, aby znaleźć „słabe ogniwa” grupy, The Nexus odwołał się do klauzuli rewanżowej gali SummerSlam i wziął udział w siedmiu walkach jeden na jednego przeciwko zawodnikom WWE (z wyjątkiem Harta, którego zastąpił Randy Orton) – z zastrzeżeniem, że każdy członek Nexusa, który przegrał walkę, zostanie wyrzucony z grupy. Darren Young był jedynym członkiem Nexusa, który przegrał, ponieważ nie udało mu się pokonać Ceny w swojej walce – w rezultacie reszta The Nexus skierowała agresję na Younga eliminując go ze stajni.
Podczas live eventu na Hawajach w dniu 18 sierpnia 2010, Skip Sheffield złamał kostkę podczas tag team matchu, w którym połączył siły z Davidem Otungą przeciwko The Hart Dynasty (David Hart Smith i Tyson Kidd), co wyeliminowało go na dwa lata z rywalizacji w WWE i pozostawiło drużynę The Nexus z pięcioma członkami. We wrześniu 2010 na gali Night of Champions (2010) Barrett wykorzystał gwarantowaną walkę o WWE Championship, którą wygrał za zwycięstwo w I sezonie NXT w starciu six-pack elimination challenge match, ale został wyeliminowany przez Ortona, który później wygrał starcie i tytuł.
Na gali Hell in a Cell (2010) w październiku 2010 Barrett i Cena zmierzyli się ze sobą w walce z zastrzeżeniem, że jeśli Barrett wygra, Cena będzie musiał dołączyć do The Nexus, ale jeśli Cena wygra lub jakikolwiek inny członek Nexusa zainterweniuje w walkę, grupa będzie rozwiązana na stałe. Dzięki ingerencji w walkę przez Husky’ego Harrisa i Michaela McGillicutty – dwóch debiutantów z drugiego sezonu NXT (którzy później dołączyli do stajni Nexus podczas odcinka Raw z 25 października 2010) Barrett zdołał wygrać mecz i utrzymać stajnię, a Cena został zmuszony do dołączenia do grupy. W kolejnym tygodniu Cena zaatakował Michaela Tarvera doprowadzając do jego usunięcia z The Nexus (w kayfabe – w rzeczywistości Tarver nabawił się kontuzji pachwiny, a w czerwcu 2011 opuścił federację WWE). Na Bragging Rights (2010) pod koniec października 2010 The Nexus sięgnął po swoje pierwsze mistrzostwa w WWE kiedy Cena i Otunga pokonali Cody’ego Rhodesa i Drew McIntyre’a, zdobywając tytuł WWE Tag Team Championship.
Na Survivor Series (2010) w listopadzie 2010 Cena został wybrany przez Barretta na sędziego specjalnego walki rewanżowej Barrett vs Orton o WWE Championship z zastrzeżeniem że jeśli nie wygra tytułu, Cena opuści WWE, ale jeśli Barrett pokona Ortona, Cena zostanie zwolniony ze wszystkich obowiązków wobec Nexusa. Na Survivor Series Orton obronił mistrzostwo w starciu z Barrettem, przez co Cena musiał opuścić federację WWE (w kayfabe). W następnych tygodniach Cena już jako wolny agent interweniował w walkach prowadzonych przez członków Nexusa. W grudniu 2010 Cena przedstawił Barrettowi ultimatum, w którym stwierdził, że ataki na członków Nexusa ustaną jeżeli Barrett z powrotem przywróci Cenę do WWE. 13 grudnia 2010 Barrett przywrócił Cenę do WWE obawiając się utraty pozycji lidera w grupie, ale jednocześnie postawił dwa kolejne warunki: A) Cena zmierzy się z Otungą w walce wieczoru odcinka Raw (z 13 grudnia 2010) oraz B) Cena i Barrett zmierzą się w walce typu chairs match na gali TLC: Tables, Ladders & Chairs (2010). Na gali TLC: Tables, Ladders & Chairs w dniu 19 grudnia 2010, Cena pokonał Barretta w walce wieczoru, a po meczu zrzucił na niego 23 stalowe krzesła ze sceny po rozprawieniu się z resztą Nexusa i tym samym zakończył prawie półroczny feud z Wade’em Barrettem.

### The New Nexus i rozpad stajni
Na początku stycznia 2011 Nexus niejednoznacznie ogłosił, że jest pod „nowym kierownictwem”, a Punk który rozwiązał Straight Edge Society we wrześniu 2010 został ujawniony jako nowy lider stajni, obejmując pozycję po Barrecie po tym jak ten przegrał pojedynek w steel cage matchu (podczas odcinka Raw z 3 stycznia), a następnie został usunięty z Nexusa zaś sama stajnia przyjęła nowe miano – The New Nexus aby zdystansować się od byłego przywództwa. W następnym tygodniu Gabriel i Slater opuścili The New Nexus dołączając do Barretta i Ezekiela Jacksona, tworząc tym samym czteroosobową stajnię o nazwie The Corre. W tym samym czasie The New Nexus pod wodzą CM Punka zawierał się w składzie: Punk, Otunga, Harris i McGillicutty. 17 stycznia 2011 na Raw do The New Nexus dołączył Mason Ryan, który wpierw zaatakował obu CM Punka i jego rywala Johna Cenę – jednak później otrzymał on od Punka opaskę na przedramię formacji The New Nexus. Po gali Royal Rumble (2011) The New Nexus rozpoczął feud z Randym Ortonem, który sam pokonywał w walkach kolejnych członków grupy oraz eliminował ich kontuzjami poprzez Punt Kick.
W kolejnych miesiącach Orton prowadził rywalizację z CM Punkiem pokonując go na WrestleManii 27 oraz Extreme Rules. Następnie grupa zaczęła rywalizację z mistrzami tag team Big Showem oraz Kane'em. Na Over the Limit CM Punk oraz Mason Ryan przegrali i nie zdobyli pasów drużynowych, jednak dzień później na Raw McGillicuty oraz Otunga pokonali mistrzów, dzięki ingerencji ze strony CM Punka. 27 czerwca 2011 z powodu kontuzji grupę opuścił Mason Ryan – w tym samym odcinku Raw, Punk wygłosił swoje słynne shootowe promo, które określił mianem Pipe bomb i w którym przypomniał, że gdy jego kontrakt wygaśnie po gali Money in the Bank, będzie to ostatni raz, kiedy WWE zobaczy jego osobę i tytuł WWE Championship, ponieważ rozważał przeniesienie swojego talentu do innej promocji wrestlingowej takiej jak Ring of Honor czy New Japan Pro-Wrestling i ewentualne bronienie tego mistrzostwa w innej federacji wrestlingu. Ostatecznie na gali Money in the Bank (2011) w lipcu 2011 CM Punk zwyciężył starcie o WWE Championship nad Johnem Ceną i był to ostatni raz kiedy członek grupy The Nexus utrzymywał najważniejsze mistrzostwo w WWE. W sierpniu 2011 The New Nexus istniał już tylko jako tag team złożony z Davida Otungi i Michaela McGillicutty. Ostatecznie tag team, a zarazem cała stajnia przestała istnieć pod koniec sierpnia 2011, kiedy to ta dwójka straciła pasy tag team.

### Dalsze występy i powroty
W 2018 The Nexus powrócił w federacji Chikara jako The Nexus Alliance w składzie Tyrone Evans (Michael Tarver), Fred Rosser (Darren Young) i PJ Black (Justin Gabriel) podczas turnieju King of Trios.
W maju 2020 Darren Young wyjawił w podcaście The Dropkick Podcast, że stajnia The Nexus miała powrócić do WWE podczas gali WrestleMania 36, jednak plany te zostały pokrzyżowane ze względu na pandemię koronawirusa Sars-Cov-2.

### Członkowie
| Wrestler                      | Dołączył do stajni   | Opuścił stajnię     |
| ----------------------------- | -------------------- | ------------------- |
| Wade Barrett (pierwszy lider) | 7 czerwca 2010       | 3 stycznia 2011     |
| Daniel Bryan                  | 7 czerwca 2010       | 11 czerwca 2010     |
| Darren Young                  | 7 czerwca 2010       | 16 sierpnia 2010    |
| Skip Sheffield                | 7 czerwca 2010       | 18 sierpnia 2010    |
| Michael Tarver                | 7 czerwca 2010       | 4 października 2010 |
| Justin Gabriel                | 7 czerwca 2010       | 10 stycznia 2011    |
| Heath Slater                  | 7 czerwca 2010       | 10 stycznia 2011    |
| David Otunga                  | 7 czerwca 2010       | 22 sierpnia 2011    |
| John Cena                     | 3 października 2010  | 21 listopada 2010   |
| Husky Harris                  | 25 października 2010 | 31 stycznia 2011    |
| Michael McGillicutty          | 25 października 2010 | 22 sierpnia 2011    |
| CM Punk (drugi lider)         | 27 grudnia 2010      | 17 lipca 2011       |
| Mason Ryan                    | 17 stycznia 2011     | 26 czerwca 2011     |

#### Linia czasowa członków The Nexus

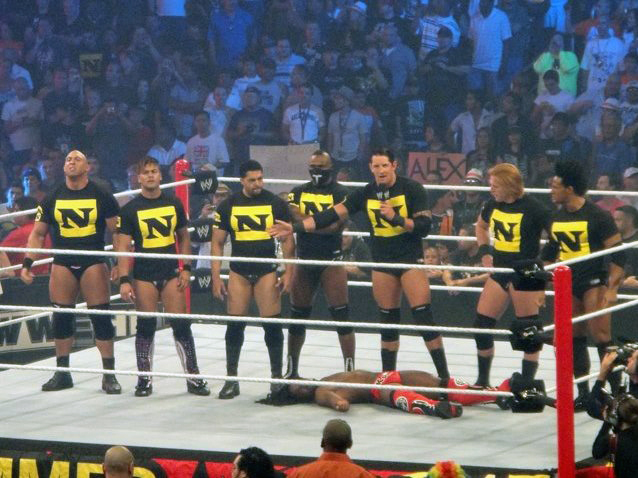
The Nexus w oryginalnym składzie w sierpniu 2010 – od lewej: Skip Sheffield, Justin Gabriel, David Otunga, Michael Tarver, Wade Barrett, Heath Slater i Darren Young.

Legenda:

    – Liderzy grupy

    – Indywidualni członkowie grupy

    – Członkowie tworzący tag teamy w ramach The Nexus

## Osiągnięcia członków Nexusa i spuścizna po grupie
Stajnia The Nexus stała się platformą startową dla wrestlerów w niej występujących. Największe sukcesy odnieśli Daniel Bryan i Bray Wyatt (wcześniejszy Husky Harris), którzy sięgali po najważniejsze mistrzostwa federacji WWE – WWE Championship, WWE World Heavyweight Championship oraz WWE Universal Championship. Część członków Nexusa stała się mid-carderami. Należeli do nich Wade Barrett (późniejszy Bad News Barrett i King Barrett), który był posiadaczem tytułu WWE Intercontinental Championship podobnie jak Skip Sheffield, który również posiadał to mistrzostwo pod gimmickiem Rybacka oraz Michael McGillicutty (występujący jako Curtis Axel). Pozostali współtwórcy stajni Nexus występowali jako low-carderzy. David Otunga pracował jako panelista eventów WWE i komentator walk (jako wrestler zaprzestał walczyć w ringu w 2015). Heath Slater, który spędził prawie 10 lat w samym WWE (odszedł z federacji w kwietniu 2020) zaliczał występy w kilku storyline’ach oraz był tag team partnerem Rhyno, z którym był pierwszym WWE SmackDown Tag Team Championem. Darren Young tworzył tag team z Titusem O’Neilem, z którym sięgnął po tytuł WWE Tag Team Championship (Young odszedł z WWE w 2017). Justin Gabriel oprócz trzykrotnego posiadania pasa WWE Tag Team Championship z Heathem Slaterem nie zdobył innych mistrzostw w WWE – odszedł z federacji na początku 2015. Najmniej osiągnęli Michael Tarver i Mason Ryan, którzy nie zdobyli żadnych mistrzostw w WWE. Tarver odszedł z WWE w 2011, a Ryan w 2014.

### Tytuły i osiągnięcia
- The Baltimore Sun
  - Feud roku (Feud of the Year; 2010) vs John Cena
- Pro Wrestling Illustrated
  - Feud roku (2010) vs WWE
  - Najbardziej znienawidzony zawodnik roku, najlepszy heel (2010)
  - Debiutant roku (2010) – David Otunga
- World Wrestling Entertainment/WWE
  - WWE Championship (1 raz) – CM Punk
  - WWE Tag Team Championship (3 razy) – John Cena i David Otunga (1 raz), Heath Slater i Justin Gabriel (1 raz), David Otunga i Michael McGillicutty (1 raz)
  - Slammy Awards (1 raz)
    - Szok roku (Shocker of the Year; 2010) Debiut stajni The Nexus.